# Afrikaanse gevlekte boomkruiper
De Afrikaanse gevlekte boomkruiper (Salpornis salvadori) is een zangvogel uit de familie Salpornithidae.

## Verspreiding en leefgebied
Deze soort telt 4 ondersoorten:
- S. s. emini: van Senegal en Gambia tot noordwestelijk Oeganda en noordoostelijk Congo-Kinshasa.
- S. s. erlangeri: westelijk en zuidelijk Ethiopië.
- S. s. salvadori: van westelijk Kenia, centraal Angola tot zuidelijk Tanzania en noordelijk Mozambique.
- S. s. xylodromus: centraal Zimbabwe en westelijk Mozambique.